# St. Vitus (Altmannshofen)

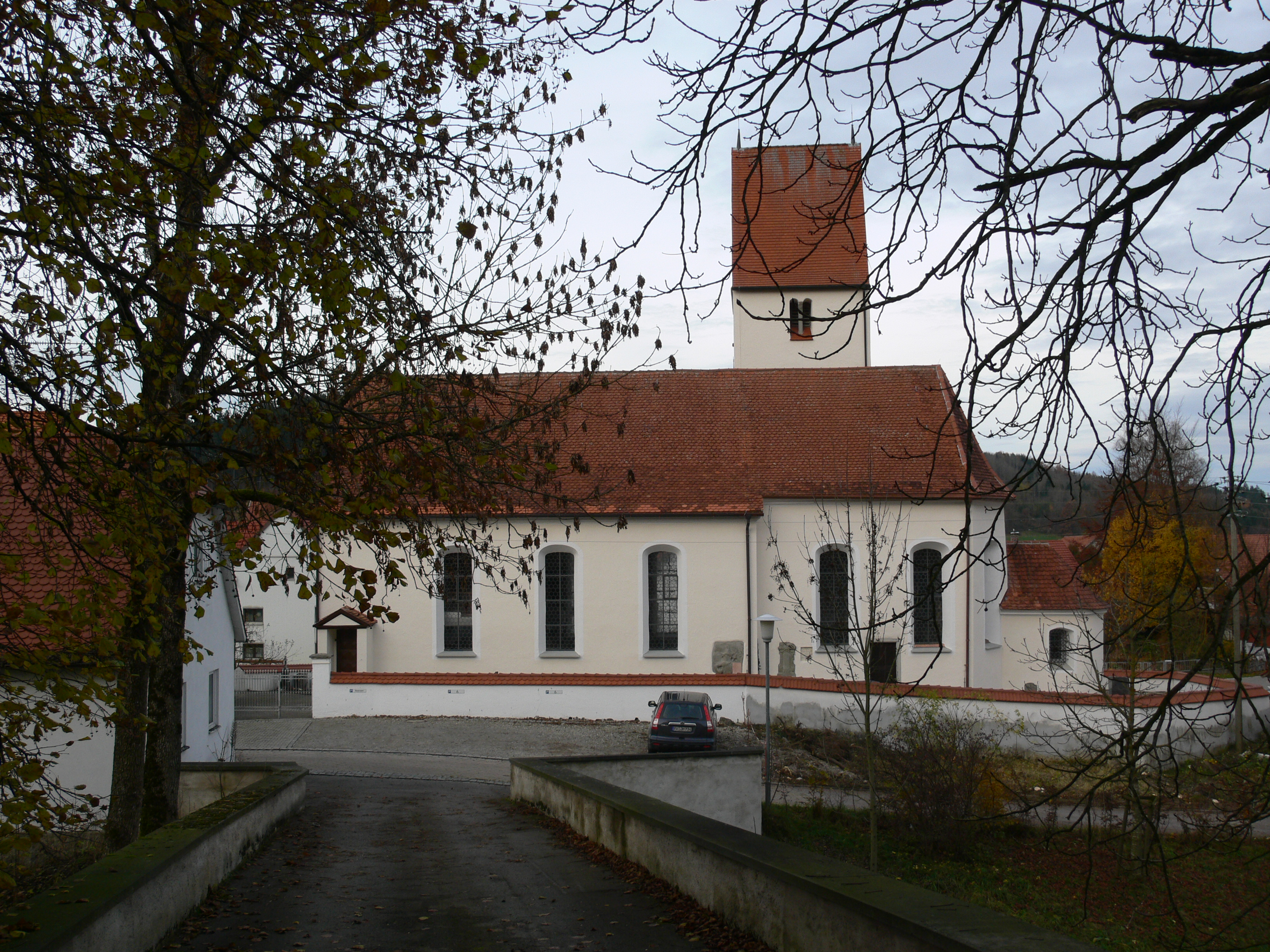
St. Vitus (Altmannshofen)

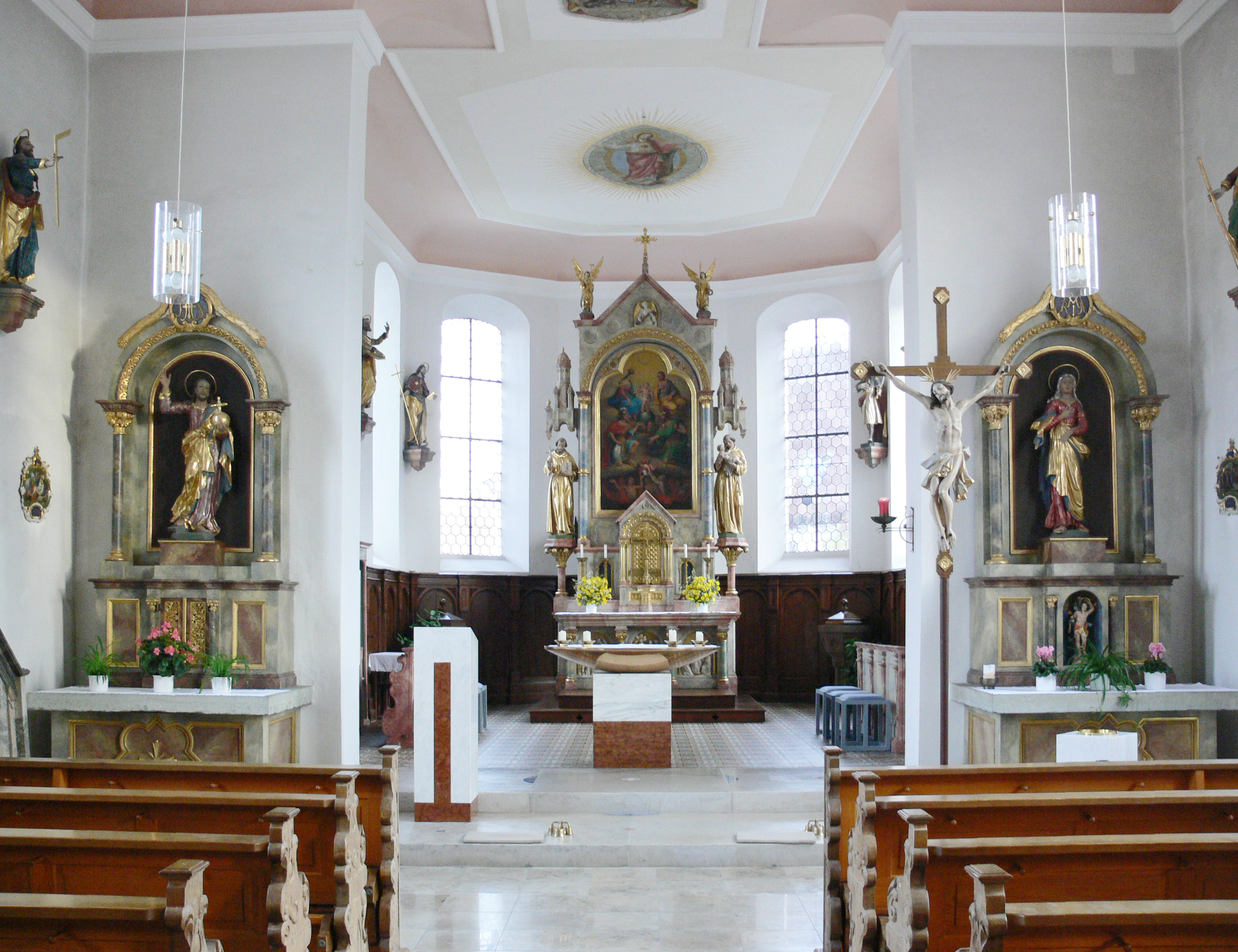
Innenansicht

Die römisch-katholische Pfarrkirche St. Vitus steht in Altmannshofen, einem Gemeindeteil der Gemeinde Aichstetten im Landkreis Ravensburg in Baden-Württemberg. Die Kirchengemeinde gehört zur Seelsorgeeinheit Aitrachtal im Dekanat Allgäu-Oberschwaben in der Diözese Rottenburg-Stuttgart. Die Kirche ist als Denkmal beim Landesamt für Denkmalpflege Baden-Württemberg eingetragen.

## Beschreibung
Die Saalkirche wurde 1721 gebaut. Sie besteht aus einem Langhaus, das mit einem Satteldach bedeckt ist, einem eingezogenen, dreiseitig geschlossenen Chor mit einer Apsis an der Stirnwand im Osten und einem gotischen Chorflankenturm an der Nordwand des Chors, der mit einem Geschoss, das hinter den als Biforien gestalteten Klangarkaden den Glockenstuhl beherbergt, aufgestockt und mit einem Satteldach bedeckt wurde.
Der Innenraum des Langhauses ist mit einer Flachdecke überspannt. Zur Kirchenausstattung gehört eine Statue des Salvator mundi. Die Orgel auf der Empore wurde von Peter Paul Braun 1848 gebaut.